# Danny's Song
«Danny's Song» es una canción interpretada por el dúo estadounidense Loggins and Messina. Fue publicada como la segunda canción en su primer álbum de estudio, Sittin' In (1971).

## Escritura y temática
La canción fue escrita por Kenny Loggins, cuando tenía alrededor de 17 años y aún era un senior en secundaria, como regalo para su hermano mayor, Danny Loggins, con motivo del nacimiento del primer hijo de Danny, Colin. “Gran parte de la letra está tomada, reformulada, de una carta que me escribió cuando él y [su esposa] Sheila estaban decidiendo mudarse a Berkeley justo después de que naciera su hijo, Colin”, le dijo a Rolling Stone. “Habló del bebé y de que se irían a Berkeley sin dinero y empezarían de nuevo”. Aunque la joven pareja no tenía dinero, los dos tenían muchas esperanzas y sueños. De acuerdo al crítico de Rolling Stone, Pat Pemberton, el verso “Even though we ain't got money/I'm so in love with you, honey”, “selló su inclusión en las listas de Mejores Canciones de Amor en los años venideros”.

## Composición y arreglos
La canción fue compuesta en un compás de 4
4 con un tempo de 150 pulsaciones por minuto y está escrita en la tonalidad de re mayor. Las voces van desde D4 a F♯5. Musicalmente, «Danny's Song» ha sido descrita como una canción de folk rock.

## Versión de Anne Murray

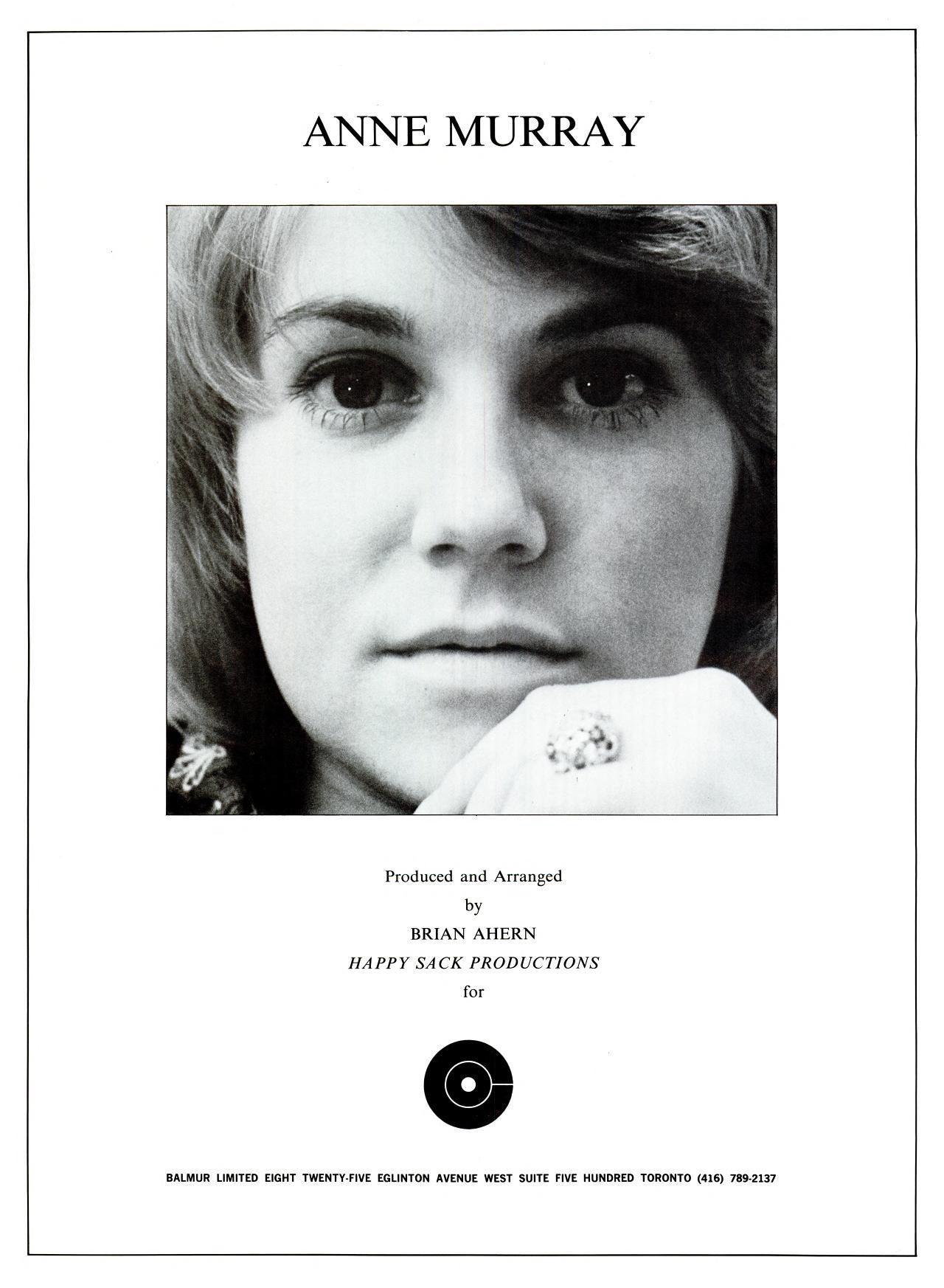
Anuncio comercial del sencillo en Billboard.

La cantante canadiense de música country pop Anne Murray era fanática de la grabación original y grabó una versión en 1972. Su versión de la canción omite dos de los versos de la letra y está en un tono diferente a la versión original de Loggins and Messina. Incluida en su álbum del mismo nombre, la versión de Murray de «Danny's Song» fue un éxito, alcanzando el Top 10 en tres listas musicales importantes de Billboard a principios de 1973. La versión de Murray también le valió una nominación al premio Grammy en la categoría Mejor Interpretación Vocal Pop, Femenina en la 16.ª edición de los Premios Grammy, perdiendo ante «Killing Me Softly with His Song» de Roberta Flack. Murray ha expresado su amor por la versión original y dijo que la canción adquirió un significado más profundo después de dar a luz a su primer hijo. “Cada vez que cantaba esa canción, era muy significativa”, dijo.

### Posicionamiento

#### Gráfica semanal
| Gráfica (1973)                                | Pico de posición |
| --------------------------------------------- | ---------------- |
| Canadá (RPM Top Singles)                      | 1                |
| Canadá (RPM Adult Contemporary Additions)     | 1                |
| Canadá (RPM Country Playlist)                 | 1                |
| Estados Unidos (Billboard Hot 100)            | 7                |
| Estados Unidos (Billboard Adult Contemporary) | 1                |
| Estados Unidos (Billboard Hot Country Songs)  | 10               |
| Estados Unidos (Cash Box Top 100 Singles)     | 6                |

#### Gráfica de fin de año
| Gráfica (1973)                                | Pico de posición |
| --------------------------------------------- | ---------------- |
| Canadá (RPM Top Singles)                      | 14               |
| Estados Unidos (Billboard Hot 100)            | 36               |
| Estados Unidos (Billboard Adult Contemporary) | 11               |
| Estados Unidos (Billboard Hot Country Songs)  | 45               |
| Estados Unidos (Cash Box Top 100 Singles)     | 25               |